# Стоян Киселиновски
Стоян Киселиновски (на македонска литературна норма: Стојан Киселиновски) е историк от Северна Македония, научен сътрудник в Института за национална история в Скопие, специалист по Южна Македония.

## Биография
Стоян Киселиновски е роден в костурското село Бъмбоки, Гърция. През 1948 година в хода на гръцката гражданска война е отведен като дете бежанец от родния край в Румъния. Там завършва основно училище в село Тулгеш, класическа гимназия в Орадя (1961 г.) и история в Университета на Клуж-Напока (1966). Гимназиален учител по история в Орадея от 1966 до 1972 година.
През 1972 година се преселва в Социалистическа Република Македония и веднага постъпва в Института за национална история. Защитава магистърска (1974 г.) и докторска (1984 г.) дисератации в Скопския университет „Св. св. Кирил и Методий“.
Изследванията и трудовете му са свързани с Егейска Македония и съдбата на местното население. Негови проучвания сочат, че по време на гражданската война в Гърция 50 хиляди македонци са прогонени от родния си край, други 20 хиляди са убити, а 46 техни села са изгорени. Киселиновски е обвиняван за пробългарска научна дейност от скопските медии. В труда си от 1995 година „Етническите промени во Македониja од антиката до денес“ признава, че българската политика към македонските бежанци в България е същата, като към бежанците от Западните покрайнини, Тракия и Добруджа и местните жители в Пиринска Македония. В същия труд и в този от 2002 г. „Македонски деjци“ признава и че македонските революционери и „преобладаващата“ част от възрожденците са били с българско народностно самосъзнание, за тях в Македония са живеели редица народи, сред които българите са били мнозинство, но е имало и турци, власи, гърци, евреи и други, в което се е изразявал за тях и Македонския въпрос, признава, че ВМРО преди 1919 – та се е наричала ВМОРО, наричайки се и Одринска, а Кръстьо Мисирков и другите малобройни македонисти не само не са били част от революционното движение, но и не са се организирали политически. Признава, че през Втората световна българското военновременно управление в Македония е привлякло на своя страна македонското население чрез освобождаването на македонските военнопленници, защитата на македонските жители от гръцките и сръбските националшовинистични формации и раздаване на безплатна храна, България се е стремяла към по-бързо включване на присъединените територии и при възможност да възстанови етническото положение в Егейска Македония и Западна Тракия отпреди Първата световна, единодушно поддържано от българите и „македонците“, а българският фактор е бил противосръбски, противогръцки и противоалбански, приятелски настроен към ВМРО и враждебно към македонистите, особено към поддържащите Вардарска Македония след войната да бъде върната в състава на Югославия.
Киселиновски е обучаван в Румъния на близката до българския книжовен език егейска македонска литературна норма. Той е сред основните противници на Блаже Конески заради просръбското кодифициране, извършена под негово ръководство. Според Киселиновски официалната азбука на Северна Македония не е възприемана от „етническите македонски малцинства“ в Албания, Гърция и България, които предпочитат да поддържат местните си традиции. Заради това се застъпва за ревизия на езика, което става причина да бъде критикуван от Трайко Стаматоски.

## Трудове
Книги
- „Грчката колонизација во Егејска Македонија“ 1913 – 1940, Скопје, 1981
- „КПГ и македонското национално прашање (1918 – 1940)“, Скопје, 1985
- „Статусот на македонскиот јазик во Македонија (1913 – 1987)“, Скопје, 1987
- „Егејскиот дел на Македонија (1913 – 1989)“, Скопје, 1990
- „Историја на Романија“, Скопје, 1997
- „Етничките промени во Македонија (1913 – 1995)“, Скопје, 2000
- „Македонски дејци (ХХ век)“, Скопје, 2002
- „Историја на Македонија“. Скопје, Менора, 2007
- „Дејци на ВМРО и КПЈ во Македонија“, Скопје, Менора, 2009

Статии
- „Кодификација на македонскиот литературен јазик“, Дневник, 1339, събота, 18 март 2006